# 阿帕娜·巴兰
阿帕娜·巴兰（Aparna Balan，1986年8月9日—），印度女子羽毛球運動員，專長雙打項目。

## 簡歷
2009年，阿帕娜·巴兰夥拍阿伦·维什奴出戰印度羽毛球大獎賽混雙比賽，在決賽以2比1（21-14、17-21、21-19）擊敗印度隊的隊友，贏得冠軍。
2013年8月，阿帕娜·巴兰參加中國廣州舉行的世界羽毛球錦標賽，在比賽首日，她先與阿伦·维什奴出戰混合雙打項目，首圈就以0比2（16-21、16-21）負於中華台北的廖敏竣/陳曉歡出局；後再與斯基·雷迪出戰女子雙打項目，也在首圈以0比2（15-21、17-21）不敵英格蘭的劳伦·史密斯/加布里·怀特出局，完成所有賽事。
2015年8月，阿帕娜·巴兰參加印尼雅加達舉行的世界羽毛球錦標賽，與阿伦·维什奴合作出戰混合雙打項目，首圈就以1比2（18-21、21-10、22-24）不敵俄羅斯的叶夫根尼·德雷明/叶夫根尼亚·迪莫娃出局。

## 主要比賽成績
只列出曾進入準決賽的國際賽事成績：
| 年份   | 賽事                     | 公開賽級別 | 項目     | 拍檔              | 成績   |
| ------ | ------------------------ | ---------- | -------- | ----------------- | ------ |
| 2009年 | 西班牙羽毛球公開賽       | 國際挑戰賽 | 女子雙打 | Shruti Kurian     | 亞軍   |
| 2009年 | 西班牙羽毛球公開賽       | 國際挑戰賽 | 混合雙打 | 阿伦·维什奴       | 亞軍   |
| 2009年 | 澳洲羽毛球大獎賽         | 大獎賽     | 女子雙打 | Shruti Kurian     | 亞軍   |
| 2009年 | 紐西蘭羽毛球大獎賽       | 大獎賽     | 女子雙打 | Shruti Kurian     | 準決賽 |
| 2009年 | 俄羅斯羽毛球大獎賽       | 大獎賽     | 女子雙打 | Shruti Kurian     | 準決賽 |
| 2009年 | 蘇格蘭羽毛球國際賽       | 國際挑戰賽 | 女子雙打 | Shruti Kurian     | 準決賽 |
| 2009年 | 印度羽毛球大獎賽         | 大獎賽     | 混合雙打 | 阿伦·维什奴       | 冠軍   |
| 2010年 | 印度羽毛球國際挑戰賽     | 國際挑戰賽 | 混合雙打 | 阿伦·维什奴       | 亞軍   |
| 2011年 | 印度羽毛球國際挑戰賽     | 國際挑戰賽 | 混合雙打 | 阿伦·维什奴       | 準決賽 |
| 2012年 | 馬爾代夫羽毛球國際挑戰賽 | 國際挑戰賽 | 女子雙打 | 斯基·雷迪         | 準決賽 |
| 2012年 | 印度羽毛球國際挑戰賽     | 國際挑戰賽 | 女子雙打 | 斯基·雷迪         | 亞軍   |
| 2012年 | 印度羽毛球國際挑戰賽     | 國際挑戰賽 | 混合雙打 | 阿伦·维什奴       | 準決賽 |
| 2013年 | 巴林羽毛球國際挑戰賽     | 國際挑戰賽 | 女子雙打 | 桑约吉塔·戈派德   | 亞軍   |
| 2013年 | 巴林羽毛球國際挑戰賽     | 國際挑戰賽 | 混合雙打 | 阿伦·维什奴       | 準決賽 |
| 2013年 | 印度羽毛球國際挑戰賽     | 國際挑戰賽 | 混合雙打 | 阿伦·维什奴       | 準決賽 |
| 2014年 | 斯里蘭卡羽毛球國際賽     | 國際挑戰賽 | 混合雙打 | 阿伦·维什奴       | 準決賽 |
| 2014年 | 巴林羽毛球國際挑戰賽     | 國際挑戰賽 | 混合雙打 | 阿伦·维什奴       | 準決賽 |
| 2014年 | 印度羽毛球國際挑戰賽     | 國際挑戰賽 | 女子雙打 | 普拉加克塔·沙旺特 | 冠軍   |
| 2015年 | 斯里蘭卡羽毛球國際挑戰賽 | 國際挑戰賽 | 女子雙打 | 普拉加克塔·沙旺特 | 準決賽 |
| 2015年 | 斯里蘭卡羽毛球國際挑戰賽 | 國際挑戰賽 | 混合雙打 | 阿伦·维什奴       | 冠軍   |
| 2015年 | 巴林羽毛球國際挑戰賽     | 國際挑戰賽 | 混合雙打 | 阿伦·维什奴       | 準決賽 |
| 2015年 | 孟加拉羽毛球國際挑戰賽   | 國際挑戰賽 | 混合雙打 | 阿伦·维什奴       | 準決賽 |
| 2015年 | 印度羽毛球國際挑戰賽     | 國際挑戰賽 | 女子雙打 | 普拉加克塔·沙旺特 | 準決賽 |
| 2015年 | 印度羽毛球國際挑戰賽     | 國際挑戰賽 | 混合雙打 | 阿伦·维什奴       | 亞軍   |
| 2017年 | 尼泊爾羽毛球國際系列賽   | 國際系列賽 | 女子雙打 | 施鲁蒂·K·P        | 冠軍   |
| 2018年 | 印度羽毛球國際挑戰賽     | 國際挑戰賽 | 女子雙打 | 施鲁蒂·K·P        | 準決賽 |
| 2018年 | 尼泊爾羽毛球國際系列賽   | 國際系列賽 | 女子雙打 | 施鲁蒂·K·P        | 冠軍   |
| 2018年 | 孟加拉羽毛球國際挑戰賽   | 國際挑戰賽 | 女子雙打 | 施鲁蒂·K·P        | 亞軍   |

| 2007-2017年 | 首要超級賽 | 超級賽 | 黃金大獎賽 | 大獎賽 | 國際挑戰賽 | 國際系列賽 | 未來系列賽 | 其他 |

| 2018-2026年 | 總決賽 | 超級1000賽 | 超級750賽 | 超級500賽 | 超級300賽 | 超級100賽 | 國際挑戰賽 | 國際系列賽 | 未來系列賽 | 其他 |

### 奧運會和世錦賽參賽紀錄
|          | 搭檔          | 2009 | 2010 | 2011 | 2012 | 2013 | 2014 | 2015 |
| -------- | ------------- | ---- | ---- | ---- | ---- | ---- | ---- | ---- |
| 女子雙打 | Shruti Kurian | 32強 | －   | －   | －   | －   | －   | －   |
| 女子雙打 | 斯基·雷迪     | －   | －   | －   | －   | 48強 | －   | －   |
|          |               |      |      |      |      |      |      |      |
| 混合雙打 | 阿伦·维什奴   | 48強 | －   | －   | －   | 48強 | 32強 | 48強 |